# Nemesgörzsöny
Nemesgörzsöny es un pueblo ubicado en el distrito de Pápa, en el condado de Veszprém, Hungría.

## Superficie
Posee una superficie de 19,25 kilómetros cuadrados.

## Demografía
Hasta 2019 la población era de 639 habitantes, con una densidad de población de 33,19 habitantes por kilómetro cuadrado.